# Сем Кендрикс
Семјуел Хаторн Кендрикс (енгл. Samuel Hathorn Kendricks; Оушансајд (Калифорнија), 7. септембар 1992.) је амерички атлетичар, освајач бронзане медаље са Олимпијских игара 2016. и сребрне медаље са Олимпијских игара 2024. у дисциплини скок с мотком. Био је светски шампион 2017. и 2019. Кендрикс је 2019. поставио амерички рекорд у скоку мотком са висином од 6,06 м.

## Почетак каријере
Кендрикс је скакао с мотом у средњој школи у Оксфорду, у Мисисипију. Прескочио је  2009. висину од 5.18 м. Такође се такмичио и у крос тркама и у фудбалу.
Кендрикс је студирао на Универзитету Мисисипи.

## Међународни успеси
2015. је Кендрикс прескочио висину од 5.86 м, да би следеће године, на митингу у Пекингу прескочио 5.92 м. Кендрикс је 24. јуна 2017. постао 22. атлетичар који је прескочио 6 метара у скоку с мотком. Исте година постао је првак света на првенству одржаном у Лондону. Кендрикс је 27. јула 2019. поставио амерички рекорд у скоку с мотком скочивши 6,06 м. Кендрикс је био позитиван на КОВИД-19 у Олимпијском селу и морао је да се повуче са Олимпијских игара 2020. У финалу Олимпијских игара 2024. освојио је сребрну медаљу прескочивши висину од 5.95 м.

## Приватно
Кендрикс је син Скота и Марни Кендрикс. Његов отац је такође један од његових тренера. Има брата близанца Тома. Кендрикс се 29. децембра 2017. оженио Лианом Зимер.
Од 2024. Кендрикс је члан резервног састава војске Сједињених Држава.

## Међународна такмичења
| Представљајући САД | Представљајући САД          | Представљајући САД              | Представљајући САД | Представљајући САД | Представљајући САД |
| Година             | Такмичење                   | Место                           | Пласман            | Дисциплина         | Резултат           |
| ------------------ | --------------------------- | ------------------------------- | ------------------ | ------------------ | ------------------ |
| 2015               | Светско првенство           | Пекинг, Кина                    | 9.                 | Скок мотком        | 5.65               |
| 2016               | Светско првенство у дворани | Портланд, САД                   | 2.                 | Скок мотком        | 5.80               |
| 2016               | Олимпијске игре             | Рио де Жанеиро, Бразил          | 3                  | Скок мотком        | 5.85               |
| 2017               | Светско првенство           | Лондон, Уједињено Краљевство    | 1.                 | Скок мотком        | 5.95               |
| 2018               | Светско првенство у дворани | Бирмингем, Уједињено Краљевство | 2.                 | Скок мотком        | 5.85               |
| 2019               | Светско првенство           | Доха, Катар                     | 1                  | Скок мотком        | 5.97               |
| 2024               | Светско првенство у дворани | Глазгов, Уједињено Краљевство   | 2.                 | Скок мотком        | 5.90               |
| 2024               | Олимпијске игре             | Париз, Француска                | 2.                 | Скок мотком        | 5.95               |
| 2025               | Светско првенство у дворани | Нанкинг, Кина                   | 3.                 | Скок мотком        | 5.90               |